# Сингапурска кухня
Сингапурската кухня (на английски: Singaporean cuisine, на малайски: Masakan Singapura, на китайски: 新加坡飲食, на тамилски: சிங்கப்பூர் உணவு) е кухня на няколко етнически групи в Сингапур и се развива през векове на политически, икономически и социални промени в космополитния град държава.
Влияния върху местната кухня имат кухните на малайците, китайците и индийците, както и индонезийските, перанаканските и западните традиции (особено евразийската, повлияна от английската и португалската). Налице са и влияния от съседни региони като Япония, Корея и Тайланд.
В Сингапур храната се смята за решаваща за националната му идентичност и обединяваща културна нишка. Сингапурската литература обявява храненето за национално забавление, а храната за национална мания. Тя е честа тема на разговор сред сингапурците. Религията налага някои ограничения на храната. Мюсюлманите не ядат свинско месо, индусите не ядат говеждо месо, има и много вегетарианци и вегани. Хората от различни общности често се хранят заедно, като същевременно проявяват разбиране към различните култури и избират храна, която е приемлива за всички.
Сингапурският съвет по туризъм популяризира сингапурската кухня като друга туристическа атракция, сравнима с пазаруването. Всяка година през юли месец правителството организира Сингапурския фестивал на храната. Мултикултурният характер на местната храна, наличието на международни кухни в различни стилове и широкият диапазон на цените превръщат Сингапур в „рай за храна“.
Освен местната сингапурска кухня, в Сингапур също е обичайно да се намерят ресторанти, специализирани в кухня от голямо разнообразие от страни по света. Именно това разнообразие я прави привлекателна за туристите. По принцип жителите на Сингапур предпочитат ресторантите пред търговските центрове.
Често срещан поздрав за много сингапурски китайци идва под формата на въпроса „Яли ли сте?“, зададен на различни китайски диалекти. Това е един от начините за изразяване на поздрав към друг човек. Възможно е също така да се предположи, че това е начинът, по който сингапурците мислят по принцип за ястията и храната. Тъй като Сингапур е мултикултурна нация, има различни хора, които могат да имат различни и ограничени диети, като мюсюлмани и индуси. Повлиян от много различни региони, религии и култури, Сингапур има и много събития или годишнини. Имигрантите допринасят за превръщането на Сингапур в едно от най-важните търговски пристанища в света. 